# Unión Deportiva Vall de Uxó
La Unión Deportiva Vall de Uxó es un club de fútbol español del municipio de Vall de Uxó fundado en 1975, en la provincia de Castellón (Comunidad Valenciana). Desde la temporada 2024/25 milita en Tercera Federación. Disputa sus encuentros como local en el Estadio José Mangriñán, con capacidad para 4 000 espectadores.
La actual U. D. Vall de Uxó, es heredera del desaparecido Club Deportivo Segarra y su posterior filial (Club Deportivo Piel), puesto que de cierta forma, ambos equipos fueron absorbidos y refundados bajo la denominación actual de U. D. Vall de Uxó en 1975. Como hitos más importantes tras la nueva refundación, la U. D. Vall de Uxó consiguió militar durante tres temporadas consecutivas en la Segunda División B del campeonato español de fútbol, (temporadas 1979/80, 80/81, y 81/82), permaneciendo el resto de temporadas en Tercera División de España o bien Regional Preferente.

## Historia

### Primeros años y ascenso a Segunda B
Tras la disolución del C.D. Piel en mayo de 1975, la Unión Deportiva Vall de Uxó inició su primera temporada oficial en la categoría de Regional Preferente, finalizando en sexto puesto. La temporada 76-77, la UDE coqueteó con el ascenso durante gran parte del campeonato, pero se deshinchó en el último tramo y terminó en la quinta posición. 
La temporada siguiente la 77-78, y finalizada la fase regular, la UDE (como campeón del Grupo Norte), vencía en el campo Luís Sunyer Picó de Alcira por 2 goles a 1, al campeón del Grupo Sur, el Novelda Club de Fútbol, y ascendía a Tercera División de España. En la siguiente temporada 78-79, quedaron campeones del Grupo III de la Tercera División y la UDE logró el campeonato y ascendió directamente a Segunda División B. En su primera participación en la Copa de S.M. el Rey, la UDE cayó eliminada en la prórroga por el Hércules de Alicante que por aquel entonces militaba en Primera División de España. La temporada 79-80 (primera de la UDE en Segunda B), el equipo salvó la categoría clasificado en la 11.ª posición. En la Copa de S. M. el Rey fue eliminado por el Vinaròs Club de Fútbol en la primera ronda.

### Años 80
En la 80-81, se acentuaron los problemas económicos, y en lo deportivo (aún en 2.ª B), la UDE logró la salvación. Pero ya la temporada 81-82, la UDE terminó descendiendo a Tercera División. 
La temporada siguiente (82/83) en 3.ª División, el equipo terminó 5.º. Y para la posterior campaña no se pudo evitar el descenso a Regional Preferente. En la Copa del Rey la UDE fue eliminada por el Levante Unión Deportiva en 1.ª ronda. Las sucesivas temporadas 84/85 y 85/86, el club repitió sendos cuartos puestos en Regional.
En la temporada 86-87, la UDE volvió a ascender a 3.ª División, terminando en 2.ª posición por detrás del Atlético Saguntino. En la temporada 87-88, la UDE se clasificó en 13.ª posición. En la campaña 88-89, se finalizó el campeonato en 8.ª posición, mientras la temporada 89-90, el equipo quedó en 9.ª posición.

### Años 1990 (permanencia en 3.ª División)
La temporada 90-91, se alcanzó el 13.erpuesto. En la 91-92, por reestructuración del Grupo VI de la 3.ª División, descendieron a Regional los clasificados del décimo lugar hacia abajo (entre ellos la UDE). La temporada 92-93, finalizaron en la 9.ªposición.
La temporada siguiente la 93-94, la UDE se proclamó campeón del Grupo Norte de la Regional Preferente, y en la liguilla de promoción de ascenso a Tercera División, la UDE se midió con Novelda Club de Fútbol y Silla Club de Fútbol, y volvía a ascender a Tercera División. Esa temporada el equipo valldeuxense se convirtió en filial del Villarreal Club de Fútbol. En las temporadas 95-96 y 96-97, el equipo terminó en 13.ª posición ambas temporadas. La temporada siguiente 97-98, se completó en 12.ª posición. En el campeonato 98/99 y 99/00, hasta la última jornada no se consiguió la permanencia en Tercera División.

### Años 2000 (descenso a Regional Preferente)
La temporada 00-01, terminó la liga 12.ª posición, pero el siguiente verano del 2001 la temporada fue pésima tanto en lo deportivo como en lo económico, y tras ocho temporadas en Tercera División de forma consecutiva la UDE volvía a Preferente.
En la campaña 02-03, el equipo acabó en 6.ªposición y 7.º en la temporada 03-04. En 2004, el equipo terminó 10.º. La temporada 05-06, se clasificó 7.º mientras el año siguiente acabó 11.º. La temporada 07-08, se tuvo que esperar hasta la última jornada para certificar la permanencia, y en la temporada 08-09, terminaron 8.º.
En la temporada 12/13 se clasificaron quintos a dos puntos de la eliminatoria de ascenso a Tercera al haber empatado frente al Alqueries en la última jornada.
Así pues, en la temporada 14/15 se logró el premio de disputar el play off de ascenso a Tercera, al terminar la campaña regular en segunda posición con 71 puntos. Fue eliminado en la primera ronda de éste, al empatar 0-0 en casa frente al Recambios Colón, y perder por 3-0 en Sedaví.

## Uniforme
- Uniforme titular: Camiseta blanca, pantalón azul, y medias blancas.
- Uniforme visitante: Camiseta roja, pantalón negro, y medias negras.

## Estadio
El club disputa sus encuentros en el Estadio Municipal de Deportes José Mangriñán, (en honor a José Mangriñán, importante futbolista de la localidad). Con capacidad para 4.000 espectadores/as, fue inaugurado el 18 de noviembre de 1944 bajo el nombre de Estadio Industrial Segarra.

## Datos del club
- Temporadas en 1.ª: 0
- Temporadas en 2.ª: 0
- Temporadas en 2ªB: 3
- Temporadas en 3.ª: 16
- Mejor puesto en la liga: 11.º (2.ªB temporada 79-80)

## Logros y Méritos
- Campeón Tercera División (1): 1978/79[1]

## Trayectoria
| Temporada       | Categoría       | Puesto | Copa del Rey | Copa Federación |
| --------------- | --------------- | ------ | ------------ | --------------- |
| 1975/76 1977/78 | Div. Regionales |        | -            |                 |
| 1978/79         | 3.ª División    | 1.º    | 1.ªR.        |                 |
| 1979/80         | 2.ªB            | 11.º   | 1.ªR.        |                 |
| 1980/81         | 2.ªB            | 16.º   | -            |                 |
| 1981/82         | 2.ªB            | 19.º   | -            |                 |
| 1982/83         | 3.ª División    | 5.º    | -            |                 |
| 1983/84         | 3.ª División    | 19.º   | 1.ªR.        |                 |
| 1984/85 1986/87 | Div. Regionales |        | -            |                 |
| 1987/88         | 3.ª División    | 13.º   | -            |                 |
| 1988/89         | 3.ª División    | 8.º    | -            |                 |
| 1989/90         | 3.ª División    | 9.º    | -            |                 |
| 1990/91         | 3.ª División    | 13.º   | -            |                 |

| Temporada       | Categoría       | Puesto | Copa del Rey | Copa Federación |
| --------------- | --------------- | ------ | ------------ | --------------- |
| 1991/92         | 3.ª División    | 10.º   | -            |                 |
| 1992/93 1993/94 | Div. Regionales |        | -            |                 |
| 1994/95         | 3.ª División    | 6.º    | -            | -               |
| 1995/96         | 3.ª División    | 13.º   | -            | -               |
| 1996/97         | 3.ª División    | 13.º   | -            | -               |
| 1997/98         | 3.ª División    | 12.º   | -            | -               |
| 1998/99         | 3.ª División    | 15.º   | -            | -               |
| 1999/00         | 3.ª División    | 17.º   | -            | -               |
| 2000/01         | 3.ª División    | 12.º   | -            | -               |
| 2001/02         | 3.ª División    | 18.º   | -            | -               |
| 2002/03 -       | Div. Regionales | -      | -            | -               |

 (*) Clasificado Promoción de ascenso  